# Talaská oblast
Talaská oblast (kyrgyzsky Талас облусу) je jedna z oblastí Kyrgyzstánu ležící na severozápadě země. Jejím hlavním městem je Talas. Na západě hraničí s Žambylskou oblastí v Kazachstánu, na východě s kyrgyzstánskou Čujskou oblastí a na jihu s Džalalabadskou oblastí. Na jihozápadě poté sousedí také s Uzbekistánem. V lednu 2021 v oblasti žilo 270 994 obyvatel. V 8. století se v regionu odehrála Bitva na řece Talas mezi Abbásovským chalífátem a Říší Tchang, jejíž výsledek významně napomohl následné islamizaci Střední Asie a významnému ústupu buddhismu v regionu.
Severní hranici oblasti tvoří Kyrgyzský hřbet, jižní pak hřbet Talas Ala-Too. Oblastí dále protéká řeka Talas. Kromě hlavního města Talas se v regionu nenachází žádná další významná sídla.